# 홍진기 창조인상
홍진기 창조인상 혹은 유미상은 과학기술, 사회과학, 문화예술 분야에서 창의적인 업적을 이룬 개인이나 단체에게 매년 5월에 수여하는 상이다. 홍진기를 기리기 위해 만들어진 상으로 중앙화동재단이 기금을 출연하고 수여한다.

## 수상자
|             | 과학기술부문                                           | 사회부문                                         | 문화예술부문                                    | 특별상                                  | 공헌상                                           |
| ----------- | ------------------------------------------------------ | ------------------------------------------------ | ----------------------------------------------- | --------------------------------------- | ------------------------------------------------ |
| 2010년 1회  | 홍병희 성균관대 화학과 교수                            | 반크 (VANK) 사이버 외교 사절단                   | 김영준 도시건축 대표                            | –                                       |                                                  |
| 2011년 2회  | 김은성 KAIST 물리학과 부교수                           | 맥지청소년사회교육원 –                           | 박종선 가구디자이너                             | –                                       | –                                                |
| 2012년 3회  | 김진현 KIST 박사                                       | 이국종 아주대병원 중증외상센터장                 | 이자람 공연예술가                               | –                                       | –                                                |
| 2013년 4회  | 김승근 작곡가, 공연기획자                              | 박재상(PSY,싸이) 대중음악가                      | 권성훈 서울대 전기정보공학부 조교수(전기분야)   | –                                       | –                                                |
| 2014년 5회  | 정광훈 MIT대 화학공학· 의공학?뇌신경과학과 조교수      | 사단법인 제주올레 –                              | 서진석 대한공간 루프 디렉터 겸 전시기획자       | –                                       | –                                                |
| 2015년 6회  | 김대형 서울대 화학생물공학부 교수                      | 윤태호 만화가 한국만화가협회 부회장              | 조민석 매스스터디스 대표                        | –                                       | –                                                |
| 2016년 7회  | 한미약품연구센터                                       | 이세돌 프로기사                                  | 김달진 김달진 미술박물관 관장, 아트 아키비스트  | –                                       | –                                                |
| 2017년 8회  | 김진수 기초과학연구원 연구단장/ 서울대 화학부 겸임교수 | 최인철 서울대 심리학과 교수                      | 문영대 미술평론가                               | –                                       | –                                                |
| 2018년 9회  | 박용근 KAIST 물리학과 교수 겸 토모큐브 CTO             | 여자 컬링 올림픽 대표팀 대한민국 국가대표        | 류재준 작곡가 겸 서울국제음악제 예술감독        | –                                       | –                                                |
| 2019년 10회 | 최장욱 서울대 화학생명공학부                           | 박은정 경희대 동서의학대학원 융합건강과학과 교수 | 손열음 피아니스트 겸 음악제 예술감독            | –                                       | –                                                |
| 2020년 11회 | 장혜식 서울대 생명과학부 조교수                        | –                                                | 고선웅 연극연출가, 극공작소 마방진 예술감독     | 이어령 前 문화부 장관                   | –                                                |
| 2021년 12회 | 김수종 이노스페이스 대표                               | 이수인 에누마 대표                               | 김보람 현대무용가 앰비규어스댄스컴퍼니 예술감독 | –                                       | 송승환 배우· 공연기획자· PMC 프러덕션 예술총감독 |
| 2022년 13회 | 노준석 포항공과대학교 부교수                           | 통영국제음악제 재단법인 통영국제음악재단         | 안톤 허(허정범) 번역가                          | 이홍구 서울국제포럼 이사장, 전 국무총리 | –                                                |
| 2023년 14회 | 강기석 서울대학교 재료공학부                           | 김성민 브라더스키퍼 대표                         | 류성희 영화미술감독 (프로덕션 디자이너)         | –                                       | –                                                |
| 2024년 15회 | 차미영 기초과학연구원 CI연구단장                       | 한마음교육봉사단 -                               | 진솔 지휘자                                     | –                                       | –                                                |

## 같이 보기
- 홍진기
- 경암학술상
- 김명자